# Cowkeeper
Cowkeeper (= Kuhhirte; auch Ahaya; * 1710; † 1783) ist der englische Name des ersten belegten Häuptlings der Alachua-Gruppe der Seminolen-Indianer.
Als Cowkeeper noch ein Kind war, siedelte sein Stamm, die Oconee, eine Gruppe der Hitchiti, welche ursprünglich aus Zentral-Georgia kamen, entlang des Chattahoochee Rivers im Norden Floridas. Als Ahaya Mitte zwanzig Jahre alt war, er war mittlerweile Häuptling seines Dorfes, hatte er einen leidenschaftlichen Hass auf die Spanier entwickelt, zu deren Besitz Florida gehörte.
1740 unterstützte er mit dreißig Kriegern die erfolglose Belagerung von San Agustín durch britische Streitkräfte unter James Oglethorpe aus Georgia. Um das Jahr 1750, Ahaya führte sein Volk nach Süden in das Gebiet der Alachua Prärie, möglicherweise in der Nähe der Ruinen eines Dorfes der Potano, welche eine Gruppe der Timucua Indianer waren. Sie fanden dort viel Wild und Fisch sowie viele wilde Kühe. Sein Volk trieb die Kühe zu einer großen Herde zusammen. Ahaya erhielt daraufhin den englischen Namen „Cowkeeper“.
Um das Jahr 1757 lebten die Alachua in einem blühenden Dorf namens Cuscowilla am nordwestlichen Ufer des Lake Tuscawilla, wo sich die heutige Stadt Micanopy befindet. Im gleichen Jahr besuchte er den Gouverneur von Georgia und brachte seinen Hass auf die Spanier und die mit ihnen verbündeten Indianer zum Ausdruck. Er erklärte, sein Hass komme von einer Vision, in der er im Jenseits keinen Frieden finden würde, bevor er nicht hundert Spanier getötet habe.
1763 wurde Florida von den Spaniern an Großbritannien übergeben, Ahaya war überglücklich. Er reiste nach St. Augustine (San Agustín), um der Amtseinführung des neuen britischen Gouverneurs Patrick Tonyn beizuwohnen.
Im Jahr 1774 besuchte der Naturforscher William Bartram aus Philadelphia Ahaya in Cuscowilla. Er wurde von den Alachua mit einem großen Fest geehrt. Als Bertram erklärte, er sei am Studium der lokalen Pflanzen und Tiere interessiert, war Cowkeeper amüsiert. Er bezeichnete die amerikanischen Naturwissenschaftler als „Blumenjäger“. Er gab ihm jedoch die Erlaubnis, sein Land zu erforschen.
Als im Jahr 1783 Florida wieder unter spanische Herrschaft kam, sah Ahaya eine Chance, seine Vision zu verwirklichen, hundert Spanier vor seinem Tod zu töten. Er organisierte einen Angriff auf San Augustín, er wurde jedoch krank. Als er sein Ende nahen sah, versammelte er seine Söhne Payne und Bowlegs um sich. Er bekannte, dass er nur sechsundachtzig Spanier getötet habe, er ersuchte seine Söhne die restlichen vierzehn Spanier in seinem Namen zu töten.